# Краснопёров, Андрей Алексеевич
Андрей Алексеевич Краснопёров (эст. Andrei Krasnopjorov; 5 декабря 1973, Таллин, Эстонская ССР, СССР) — эстонский футболист, играл на позиции защитника и полузащитника.

## Биография
Взрослую карьеру начал в 1991 году в таллинском клубе ТФМК, победитель последнего розыгрыша чемпионата Эстонской ССР среди КФК.
С 1992 года играл за клубы высшего дивизиона Эстонии — таллинские ТФМК (позднее — «Николь»), «Тевалте», «Лантана». С «Лантаной» ему удалось стать двукратным чемпионом Эстонии, с клубом «Николь» — обладателем Кубка страны. В 1999 году перебрался в Россию, где стал первым эстонцем, появившимся в российском высшем дивизионе, тренировался на сборе в Германии с «Ротором», но травма помешала ему перейти в клуб, после чего на правах аренды до конца перешёл в московский ЦСКА. Дебютировал 3 июля в домашнем матче 14-го тура против «Локомотива» Москва, проведя неудачную встречу, был заменён на 35-й минуте Андреем Цаплиным. Сыграл ещё в одной встрече за дубль ЦСКА против дублёров московского «Спартака», после той встречи по собственной инициативе подошёл к Олегу Долматову и признался, что не справляется с нагрузками и вскоре покинул расположение команды.
В 2000 году перебрался в «Левадию», провёл в клубе три неполных сезона, также в 2002 году сыграл 1 матч в третьем дивизионе Эстонии за «Хийу Калур». С 2003 года несколько лет играл за «Нымме Калью», с которым поднялся из четвёртого во второй дивизион Эстонии.
В 1994 году в Италии Краснопёров сыграл товарищеский матч за сборную клубов Эстонии против молодежной сборной серии В. По причине отсутствия у него эстонского гражданства приглашение в национальную сборную страны не получал.

## Достижения

### Командные
- Бронзовый призёр чемпионата Эстонии: (2): 1992/93
- Обладатель Кубка Эстонии: (1): 1992/93

 «Лантана»
- Чемпион Эстонии: (2): 1995/96; 1996/97;
- Серебряной призёр чемпионата Эстонии: (1): 1994/95;
- Бронзовый призёр чемпионата Эстонии: 1998;
- Финалист Кубка Эстонии: (3): 1994/95, 1996/97, 1997/98
- Обладатель Суперкубка Эстонии: (1): 1997

 «Левадия»
- Чемпион Эстонии: (1) 2000;
- Серебряной призёр чемпионата Эстонии: (1) 2002;
- Бронзовый призёр чемпионата Эстонии: 2001
- Обладатель Кубка Эстонии: (1) 2000;
- Финалист Кубка Эстонии: (1) 2001/02;
- Обладатель Суперкубка Эстонии: (2) 2000, 2001;